# Gotarrendura
Gotarrendura – gmina w Hiszpanii, w prowincji Ávila, w Kastylii i León, o powierzchni 10,63 km². W 2011 roku gmina liczyła 163 mieszkańców.